# توماش کیبولک
 توماش کیبولک (انگلیسی: Tomáš Cibulec؛ زادهٔ ۱۵ ژانویهٔ ۱۹۷۸) یک تنیس‌باز اهل جمهوری چک است. 